# Anders Weiner
Anders Weiner, född 25 februari 1867 i Oviken, Jämtlands län, död 19 mars 1908 i Tottänge, Brunflo socken, Jämtlands län, var en svensk skald, dekorations- och stafflimålare.
Han var son till torparen Per Larsson och Märit Andersdotter och från 1903 gift med Alma Sofia Tannlund samt far till Per Yngve Filip Weiner. Han studerade tillsammans med bland andra Olle Ågren vid Tekniska skolan i Stockholm. Efter något år avbröt han studierna och började istället arbeta som dekorationsmålare och utförde stafflimålningar i olja eller akvarell på sin fritid. Han var verksam i trakterna kring Oviken och Frösön och kom att umgås mycket med personer i Pelle Molin och Johan Tiréns kretsar samtidigt tog han starka intryck av deras romantiska stämningar i konstvärlden. Han utförde ett antal plafondmålningar i några restauranger och privata byggnader varav någon finns bevarad i Östersund. Han var en skicklig kopist och målade flera kopior på beställning samt arbetade i mindre utsträckning som förgyllare och träsnidare. Som poet skrev han ett antal dikter varav några har tonsatts.